# Онайко Надія Анісіївна
Онайко Надія Анісіївна (рос. Онайко Надежда Анисимовна, 17 серпня 1921, с. Новокубанське, Краснодарський край — 17 жовтня 1983) — російський археолог, кандидат історичних наук.
Народилась 17 серпня 1921 у селі Новокубанське, Краснодарський край. В 1940—1944 рр. навчалась на історичному факультеті (кафедра археології) Московського університету, в 1952—1955 рр. — в аспірантурі Інституту археології РАН. З 1956 р. до 17 жовтня 1983 р. в штаті цього інституту археології. У 1956 р. — захист кандидатської дисертації.
Основні наукові інтереси: антична торгівля, торевтика і історія північно-східного Причорномор'я.
Археологічні експедиції (з 1942 р.): з 1955 р. до 1982 р. — начальник Новоросійсько-Геленджикської археологічної експедиції, 1958—1960 рр. заступник начальника Радянсько-Албанської експедиції.

## Праці
- (рос.) Античный импорт в Приднепровье и Побужье в VII—V веках до н. э. 1966. М., 117 °C.
- (рос.) Античный импорт в Приднепровье и Побужье в IV-П вв.до н.э. 1976. М., 212 °C.
- (рос.) Эллинистическое здание Раевского городища и его место в архитектуре Боспора // СА. 1967. № 2.
- (рос.) О воздействии греческого искусства на меото-скифский звериный стиль // СА. 1976. № 3. — С.76-86.
- (рос.) Сторожевые посты в окрестностях Бат и некоторые вопросы социально-экономической и политической истории юго-восточной окраины Боспора на рубеже нашей эры // ВДИ. 1982. № 2. — С.106—122. (в соавт. с А. В. Дмитриевым)
- (рос.) К истории Бат // ВДИ. 19 № 1. — С. 107—118.
- (рос.) Архаический Торик Античный город на северо-востоке Понта. 1980. М., 179 °C.